# Melissodes haitiensis
Melissodes haitiensis är en biart som beskrevs av Laberge 1961. Melissodes haitiensis ingår i släktet Melissodes och familjen långtungebin. Inga underarter finns listade i Catalogue of Life.